# Banize
Banize ist eine französische Gemeinde mit 181 Einwohnern (Stand 1. Januar 2022) im Département Creuse in der Region Nouvelle-Aquitaine. Sie gehört zum Arrondissement Guéret und zum Kanton Ahun.

## Geographie
Die Gemeinde Banize liegt im Norden des Zentralmassivs, rund 15 Kilometer westlich von Aubusson und 30 Kilometer südöstlich von Guéret. Die Nachbargemeinden sind Saint-Sulpice-les-Champs im Norden, Saint-Michel-de-Veisse im Nordosten, Vallière im Osten und Süden, Le Monteil-au-Vicomte im Südwesten und Chavanat im Westen. 
Das Gemeindegebiet stößt an die Nordgrenze des Regionalen Naturparks Millevaches en Limousin und wird vom gleichnamigen Fluss Banize durchquert, der an der westlichen Gemeindegrenze in den Taurion einmündet.

## Bevölkerungsentwicklung
| Jahr      | 1968 | 1975 | 1982 | 1990 | 1999 | 2006 | 2019 |
| Einwohner | 225  | 172  | 174  | 149  | 134  | 155  | 182  |

## Sehenswürdigkeiten
- Kirche Saint Sulpice aus dem 13. bis 15. Jahrhundert, Monument historique[1]
- Neben der Kirche steht eine alte preußische Kanone aus dem 19. Jahrhundert. Diese war 1870 bei der belgischen Armee in Verwendung und wurde von der deutschen Armee 1914 für die Frankreich-Offensive in den Ardennen beschlagnahmt. Die Kanone wurde 1918 stehen gelassen und vom Reserveoffizier Pierre Despagnat, einem Freund von Gaston Doumergue, 1924 geborgen und nach Banize gebracht. Im Zweiten Weltkrieg, 1944, wurde die Kanone, weil befürchtet wurde, dass diese von  Jagdbombern der Alliierten für eine Luftabwehrkanone gehalten würde, in einem naheliegenden Wald versteckt. Drei Jahrzehnte blieb diese vergessen dort stehen, bis sie bei Manövern von einem Regiment der Französischen Streitkräfte in den 1970er Jahren entdeckt wurde und in ein Waffenmuseum bei Le Mans gebracht werden sollte. Der Landwirt Jean Chardel beförderte die Kanone mit seinem Traktor letztlich  aus eigener Initiative ins Dorf zurück und die Kanone steht noch heute in Banize als Denkmal. Die Kanone hat ein Gewicht von 1421 Kilogramm.[2]

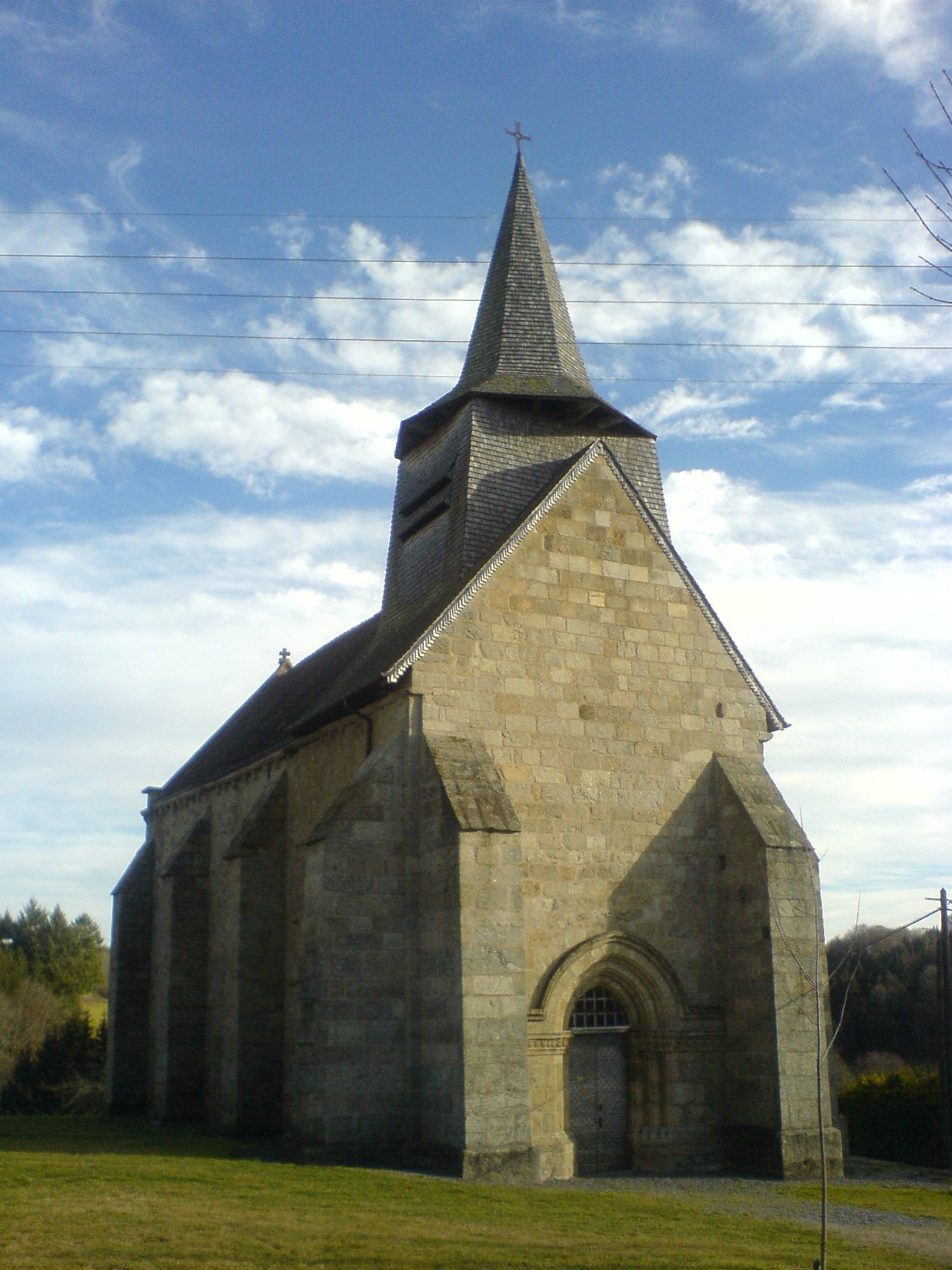
Kirche Saint-Sulpice